# Medicine Bow (rivière)
Pour les articles homonymes, voir Medicine Bow et Bow River (homonymie).
La rivière Medicine Bow est un affluent de la North Platte, qui s'écoule dans le comté de Carbon au Wyoming.
Le nom de la rivière est dû aux Amérindiens qui trouvaient du bois pour leurs arcs (en anglais : bows) le long de son cours. Le terme de medicine décrivait toute action censée influencer les Dieux. La rivière a donné son nom à la ville de Medicine Bow.